# Motzi Eklöf
Motzi Katarina Eklöf, född 30 juli 1958, är en svensk forskare, författare och skribent.

## Biografi
Eklöf disputerade 2000 för filosofie doktorsexamen vid Linköpings universitet på en avhandling om Läkarens ethos: studier i den svenska läkarkårens identiteter, intressen och ideal 1890–1960, som uppmärksammades av Karin Johannisson som "en rik avhandling som diskuterar läkarens historiska roller på tre nivåer: den samhälleliga, institutionella och individuella". 
Eklöf har intresserat sig för olika skeenden i medicinhistorien, till exempel utvecklingen av och inställningen till homeopatisk medicin. Hon deltog som utredare i Alternativmedicinkommittén 1987–1989. Hon har medverkat som skribent i Läkartidningen sedan 1996 i frågor om läkaretik och alternativmedicin. Fram till 2017 var Eklöf knuten till Karolinska Institutet och dess enhet för medicinens historia och kulturarv, men är numera (2019) egen företagare.